# آلفين برنارد
آلفين برنارد (بالإنجليزية: Alvin Bernard)‏ هو اقتصادي وسياسي دومينيكي، ولد في 1955. حزبياً، نشط في حزب العمال الدومينيكي ‏.